# Ентоні Пілер
Ентоні Юджін Пілер (англ. Anthony Eugene Peeler, нар. 25 листопада 1969, Канзас-Сіті, Міссурі, США) — американський професіональний баскетболіст, що грав на позиції атакувального захисника за низку команд НБА.

## Ігрова кар'єра
На університетському рівні грав за команду Міссурі (1988–1992). За цей період став третім найрезультативнішим гравцем команди в її історії (1,970 очок) та першим за асистами (497) та перехопленнями (196).
1992 року був обраний у першому раунді драфту НБА під загальним 15-м номером командою «Лос-Анджелес Лейкерс». Професійну кар'єру розпочав 1992 року виступами за тих же «Лос-Анджелес Лейкерс», захищав кольори команди з Лос-Анджелеса протягом наступних 4 сезонів.
З 1996 по 1998 рік грав у складі «Ванкувер Гріззліс».
1998 року перейшов до «Міннесота Тімбервулвз», у складі якої провів наступні 5 сезонів своєї кар'єри.
Наступною командою в кар'єрі гравця була «Сакраменто Кінґс», за яку він відіграв один сезон.
Останньою ж командою в кар'єрі гравця стала «Вашингтон Візардс», до складу якої він приєднався 2004 року і за яку відіграв один сезон.